# البوجنام (الفلاحية)
آلبوجنام (بالفارسية:روستای آلبوجنام)، هي إحدى القری التابعة لريف سالمي في قسم خنافره من مقاطعة الفلاحية، في محافظة محافظة خوزستان الإيرانية.

## السكان
- حسب إحصاءات سنة 2006، بلغ إجمالي السكان في هذه القرية 869 نسمة موزعين على 131 مسكن.[1]

## وصلات خارجية
- محافظة خوزستان